# Łotwa na Halowych Mistrzostwach Świata w Lekkoatletyce 2010
Reprezentacja Łotwy na halowe mistrzostwa świata 2010 liczyła 2 zawodników.

## Mężczyźni
- Pchnięcie kulą
  - Maris Urtans – z wynikiem 19,97 zajął 13. miejsce w eliminacjach i nie awansował do finału

## Kobiety
- Pięciobój
  - Aiga Grabuste – z wynikiem 4013 pkt zajęła 8. miejsce